# Умирающий свет (фильм)
«Умирающий свет» (англ. Dying of the Light) — триллер режиссёра Пола Шредера, вышедший в 2014 году. Картина получила преимущественно негативные отзывы критики.

## Сюжет
Агент Эван Лейк, заслуженный ветеран ЦРУ, много лет преследует Мохаммеда Банира, являющегося одним из опаснейших террористов Ближнего Востока. Их связывают личные счеты — более 20 лет назад террорист пытал Эвана и частично изуродовал его. По данным разведки террорист давно погиб, но Лейк в это не верит. Эвану Лейку ставят неутешительный диагноз — прогрессирующая старческая деменция. Физическое состояние Эвана с каждым днем становится хуже и ему намекают о желательном скором уходе на пенсию. Банир тоже борется с неизлечимым генетическим заболеванием крови, которое преследует его семейство.
Ознакомившись с одним из отчетов разведчиков из Румынии, Эван узнаёт то, что был задержан курьер, перевозивший редкое лекарство, которое, вероятно, мог заказать Банир. Курьер предпочел погибнуть, но не сдаться. Эван предлагает руководству возобновить попытки поимки террориста, однако к его словам никто не прислушивается. Эван и его друг Милтон начинают самостоятельное расследование и выходят на румынского медика, профессора, консультировавшего Банира. Затем при помощи грима Эван принимает облик профессора, отправляется в Кению, где выслеживает Банира. В финальной схватке, превозмогая приступы болезни, Лейк побеждает своего врага, но сам получает тяжёлые ранения. В концовке Эван направляет свой автомобиль на встречную полосу, под колёса грузовика.

## В ролях
- Николас Кейдж — Эван Лейк
- Антон Ельчин — Милтон Шульц
- Ирен Жакоб — Мишель Зубрейн
- Александр Карим — Банир

## Создание
Сценарий к фильму был написан в 2010 году и долгое время был предметом споров между Шредером и продюсерами. Проект хотели передать Николасу Рефну, но после раздумий он отказался. На главную роль планировали Харрисона Форда, но он также не захотел принимать участие. В итоге сценарий вернулся к Шредеру и на главную роль выбрали Николаса Кейджа. Съёмки картины прошли без особых эксцессов в начале 2014 года в Румынии и в Австралии.
После этапа монтажа черновую копию картины показали представителям дистрибьютора Grindstone Entertainment (подразделение Lionsgate, занимающееся выпуском Direct-to-video). Они высказали замечания о том, что картина слишком сильно отличается от сценария в негативную сторону и порекомендовали вернуть её на доработку. После второй негативной предварительной оценки Шредер отказался от дальнейшей доработки и передал все материалы картины дистрибьютору. По версии самого Шредера — его отстранили от дальнейшей работы, воспользовавшись некоторыми деталями контракта. Заканчивал монтаж редактор, привлечённый дистрибьютором. Саундтрек был также написан после отстранения Шредера. Как бы то ни было, представители дистрибьютора сообщили о том, что примерно 80 % замысла режиссёра в картине сохранено.
В США фильм вышел в ограниченный прокат в кинотеатрах и одновременно в сети видео по запросу Grindstone Entertainment — 5 декабря 2014 года. В знак протеста о происшедшем и недоговорённости Шредер, Кейдж и Елчин поместили на своих страницах в социальных сетях петицию и фотографии в майках с фразой из контракта с киностудией, которая запрещает им раскрывать все детали их взаимоотношений. Схожая ситуация уже возникла с картиной «Изгоняющий дьявола: Приквел» в 2003 году. Тогда также производство картины вместо Шредера заканчивал другой режиссёр и она получила весьма негативные отзывы критики.

## Критика
Отзывы критики на картину оказались преимущественно отрицательными. Большинство отметило то, что картина явно оставляет впечатление незаконченного продукта с очевидными проблемами монтажа. Сайт Роджера Эберта отметил то, что, хотя история в основе явно создана под стиль Шредера, результат оказался совершенно разочаровывающим буквально во всех компонентах картины. Также была отмечена неубедительная игра актеров. Hollywood Reporter выделил проблемы со сценарием, вялое действие и неубедительные попытки создателей «заглянуть в голову» персонажей. Бен Кенигсберг (New York Times) отметил, что, несмотря на слабую интеллектуальную составляющую, фильм оказался неплохим шпионским триллером в поджанре «кошки-мышки», с интересным зеркальным противопоставлением положительного и отрицательного персонажа.